# James M. Fitzpatrick

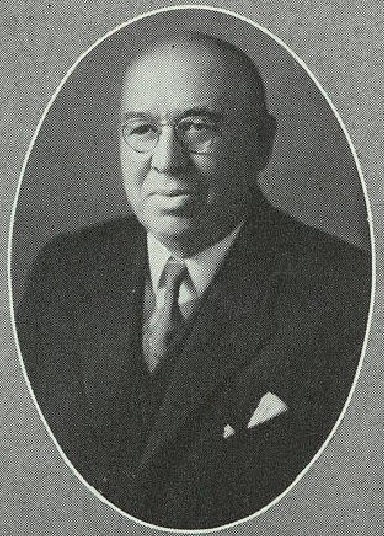
James M. Fitzpatrick

James Martin Fitzpatrick (* 27. Juni 1869 in West Stockbridge, Massachusetts; † 10. April 1949 in New York City) war ein US-amerikanischer Politiker. Zwischen 1927 und 1945 vertrat er den Bundesstaat New York im US-Repräsentantenhaus.

## Leben
James Martin Fitzpatrick wurde ungefähr vier Jahre nach dem Ende des Bürgerkrieges im Berkshire County geboren. Er besuchte öffentliche Schulen. Danach arbeitete er in den Eisenerzminen in West Stockbridge. 1891 zog er nach New York City, wo er bis 1925 in den verschiedenen Abteilungen der Metropolitan Street Railroad Company und der Interborough Rapid Transit Company arbeitete. Danach ging er Immobiliengeschäften nach. Er war 1919 Commissioner of Street Openings in New York City sowie zwischen 1919 und 1927 Mitglied im Broad of Aldermen von New York City. Politisch gehörte er der Demokratischen Partei an.
Bei den Kongresswahlen des Jahres 1926 für den 70. Kongress wurde Fitzpatrick im 24. Wahlbezirk von New York in das US-Repräsentantenhaus in Washington, D.C. gewählt, wo er am 4. März 1927 die Nachfolge von Benjamin L. Fairchild antrat. Er wurde acht Mal in Folge wiedergewählt. Da er auf eine erneute Wiederwahlkandidatur 1944 verzichtete, schied er nach dem 3. März 1945 aus dem Kongress aus. Seine Kongresszeit war von der Weltwirtschaftskrise und dem Zweiten Weltkrieg überschattet.
Er verstarb am 10. April 1949 in New York City und wurde dann auf dem St. Raymond’s Cemetery beigesetzt.